# 소라초등학교 여자분교
소라초등학교 여자분교는 대한민국 전라남도 여수시 화정면 여자리에 있었던 공립 초등학교이다.

## 학교 연혁
- 1941년 4월 1일 화정공립국민학교 부설 여자간이학교 설립인가
- 1941년 5월 7일 개교식(1학급)
- 1944년 4월 1일 여자공립국민학교 승격
- 1968년 4월 30일 송여자분교장 설립
- 1984년 3월 1일 신흥국민학교 여자분교장 격하
- 1996년 3월 1일 소라초등학교 여자분교장으로 편입
- 2025년 3월 1일 폐교 및 소라초등학교 통폐합, 84년만에 폐교

## 참고 자료
- 소라초등학교여자분교장 - 한국교육학술정보원 학교알리미